# یلانلینو
یلانلینو (انگلیسی: Yelanlino) یک شهرک در شهرستان کیگینسکی استان باشقیرستان کشور روسیه است.